# Doris (Mythologie)

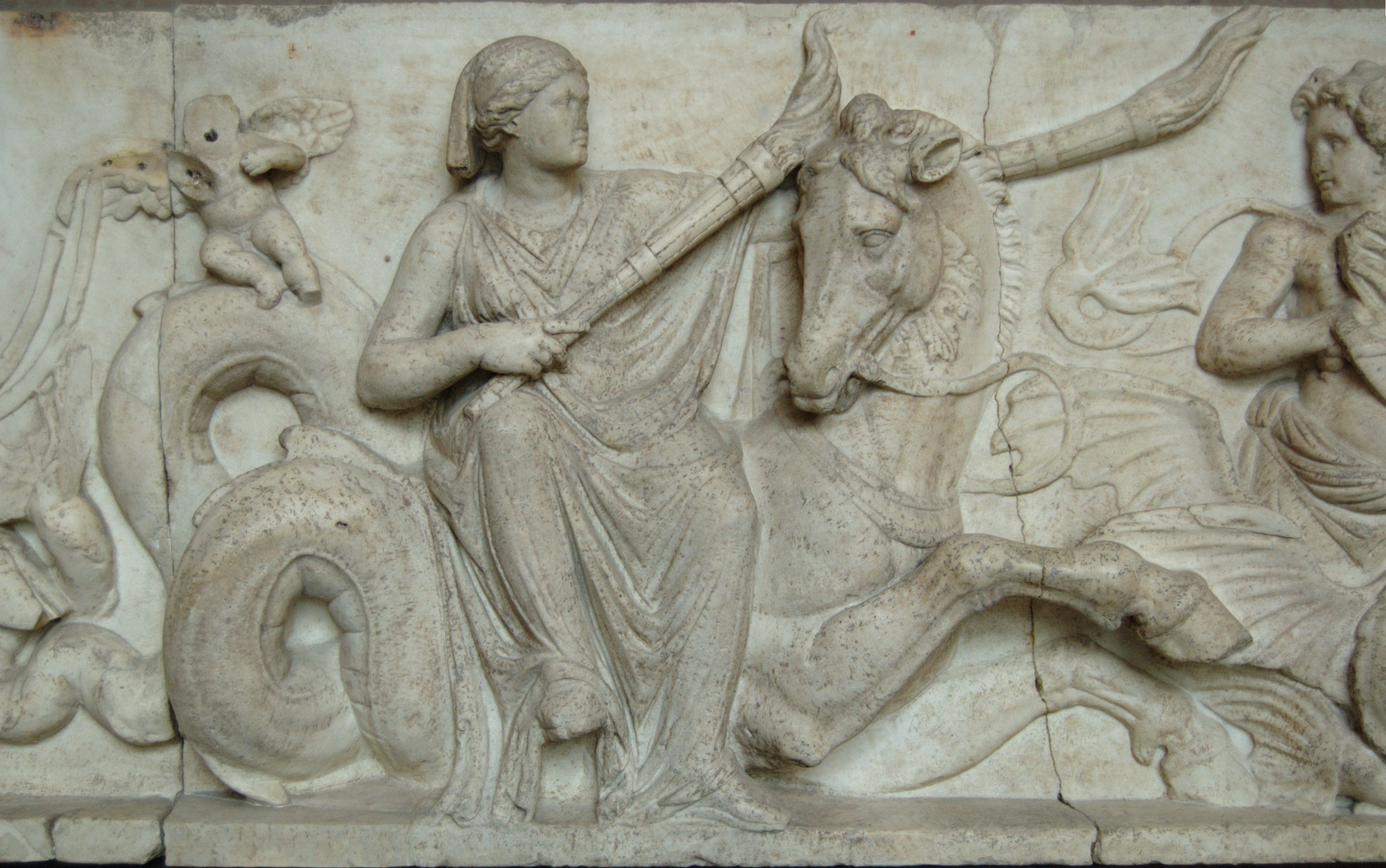
Reitende Doris auf einem Seepferd mit zwei Fackeln, den Hochzeitszug von Poseidon und Amphitrite beleuchtend, Basis einer Figurengruppe, Ende 2. Jahrhundert v. Chr., Münchner Glyptothek (Inv. 239)

Doris (altgriechisch Δωρίς Dōrís) ist in der griechischen Mythologie eine Okeanide, eine Tochter der Titanen Okeanos und Tethys.
Mit Nereus hatte sie 50 Töchter, die Nereïden, von denen eine ebenfalls den Namen Doris trägt.
Nach Doris wurde der Asteroid (48) Doris benannt.